# Kampong Rou
Kampong Rou är ett distrikt i Kambodja.   Det ligger i provinsen Svay Rieng, i den södra delen av landet, 130 km sydost om huvudstaden Phnom Penh.